# Henri Dechavanne
Pour les articles homonymes, voir Dechavanne.
Pas d'image ? Cliquez ici

a Compétitions nationales et continentales officielles uniquement.

Henri Dechavanne, né le 11 décembre 1903 à Cours-la-Ville (Loire) et mort le 17 mars 1947 à Roanne (Loire), est un joueur de rugby à XV et de rugby à XIII, Pionnier français pour cette seconde variante du rugby, évoluant au poste de deuxième ligne dans les années 1920 et 1930.
Il exerce le rugby à XV au sein du club du N.A.C. Roanne, d'abord en Championnat de France d'honneur (2e division) en 1929 puis dans le Championnat de France. Suspendu à vie par la Fédération française de rugby à XV avant 1934 pour des faits disciplinaires, il décide de rejoindre le rugby à XIII, importé par Jean Galia, H. Dechavanne est l'un des premiers joueurs à rejoindre ce mouvement et prend part à la tournée des Pionniers en mars 1934 avec Joseph Carrère, Charles Petit ou François Récaborde. Une des têtes d'affiche du Championnat de France de rugby à XIII, il rejoint durant quatre saisons le R.C. Roanne, remportant la Coupe de France en 1938 sans toutefois disputer la finale mettant fin à sa carrière sportive en 1938.
Il meurt en mars 1947 suite à une altercation à la sortie d'un café avec André Orcel, ce dernier coupable d'un coup de surin dans le bas ventre de H. Dechavanne.

## Biographie
En mars 1947, Henri Dechavanne exerce le métier de cafetier sur la place de la Loire à Roanne. Un soir de mars, il sort en soirée avec deux de ses amis. Mais une rencontre avec André Orcel, personnage déjà condamné à plusieurs reprises, donne le départ d'une bagarre sans que la police détermine l'origine de l'embrouille, et Orcel donne un coup de surin dans le bas ventre de Dechavanne en lui sectionnant l'artère fémorale. Henri Dechavanne ne survit pas et meurt dans l'ambulance l'amenant à l'hôpital à seulement 43 ans.

## Palmarès

### Rugby à XV
- Collectif : 
  - Vainqueur du Championnat de France d'honneur : 1929 (Roanne).

#### Statistiques en club
| Saison  | Saison     | Championnat                     | Championnat | Sélection | Sélection | Sélection | Sélection | Sélection | Sélection | Sélection |
| Saison  | Saison     | Comp.                           | Class.      | Comp.     | M         | Pts       | Ess.      | Buts      | Dp.       |           |
| ------- | ---------- | ------------------------------- | ----------- | --------- | --------- | --------- | --------- | --------- | --------- | --------- |
| 1927-28 | NAC Roanne | Championnat de France d'honneur |             |           |           |           |           |           |           |           |
| 1928-29 | NAC Roanne | Championnat de France d'honneur | Champion    |           |           |           |           |           |           |           |
| 1929-30 | NAC Roanne | Championnat de France           | Poule de 5  |           |           |           |           |           |           |           |
| 1930-31 | NAC Roanne | Championnat de France           | Poule de 5  |           |           |           |           |           |           |           |
| 1931-32 | NAC Roanne | Championnat de France           | Poule de 5  |           |           |           |           |           |           |           |
| 1932-33 | NAC Roanne | Championnat de France           | Poule de 9  |           |           |           |           |           |           |           |

### Rugby à XIII
- Collectif : 
  - Vainqueur de la Coupe de France : 1938 N.A.C. Roanne.

#### Détails en club
| Saison    | Saison    | Championnat           | Championnat | Coupe           | Coupe      |
| Saison    | Saison    | Comp.                 | Class.      | Comp.           | Class.     |
| --------- | --------- | --------------------- | ----------- | --------------- | ---------- |
| 1934-1935 | RC Roanne | Championnat de France | 4e          | Coupe de France | 1/4 finale |
| 1935-1936 | RC Roanne | Championnat de France | 1/2 finale  | Coupe de France | 1/2 finale |
| 1936-1937 | RC Roanne | Championnat de France | 1/2 finale  | Coupe de France | 1/4 finale |
| 1937-1938 | RC Roanne | Championnat de France | 1/2 finale  | Coupe de France | Vainqueur  |